# Aloe socialis
Aloe socialis ist eine Pflanzenart der Gattung der Aloen in der Unterfamilie der Affodillgewächse (Asphodeloideae). Das Artepitheton socialis stammt aus dem Lateinischen, bedeutet ‚gesellig‘ und verweist auf die Neigung der Art zur Klumpenbildung.

## Beschreibung

### Vegetative Merkmale
Aloe socialis wächst stammbildend, verzweigt und bildet dichte Büsche. Der niederliegende oder aufsteigende Stamm erreicht eine Länge von bis zu 30 Zentimeter. Die 14 bis 16 lanzettlich verschmälerten Laubblätter bilden eine lockere Rosette. Die grüne Blattspreite ist 30 bis 40 Zentimeter lang und 1 bis 1,5 Zentimeter breit. Die grünlichen Zähne am Blattrand sind 3 Millimeter lang und stehen 12 Millimeter voneinander entfernt. Die Blattscheiden sind bis zu 2 Zentimeter lang.

### Blütenstände und Blüten
Der Blütenstand ist in der Regel einfach, selten weist er einen Zweig auf, und erreicht eine Länge von 15 bis 25 Zentimeter. Die dichten, eiförmigen bis fast kopfigen Trauben sind 4 bis 9 Zentimeter lang und 4 bis 5 Zentimeter breit. Die spitzen Brakteen weisen eine Länge von 2 bis 4 Millimeter auf. Die karminroten Blüten besitzen grüne Zipfel mit weißen Rändern und stehen an 8 bis 12 Millimeter langen Blütenstielen. Sie sind 16 bis 22 Millimeter lang. Auf Höhe des Fruchtknotens weisen die Blüten einen Durchmesser von 7 Millimeter auf. Darüber sind sie auf 4 Millimeter verengt und schließlich zur Mündung auf 5 Millimeter erweitert. Ihre äußeren Perigonblätter sind auf einer Länge von etwa 5 bis 7 Millimetern nicht miteinander verwachsen.

### Früchte
Die Früchte sind Beeren.

## Systematik und Verbreitung
Aloe socialis ist auf Madagaskar in Wäldern auf Basalt oder Kalkstein in Höhen von 600 bis 900 Metern verbreitet.
Die Erstbeschreibung als Lomatophyllum sociale durch Henri Perrier de La Bâthie wurde 1926 veröffentlicht. Leonard Eric Newton und Gordon Douglas Rowley stellten die Art 1996 in die Gattung Aloe.

## Nachweise